# فريديريك باربييه (ملحن)
فريديريك باربييه (بالفرنسية: Frédéric Barbier)‏ هو ملحن فرنسي، ولد في 15 نوفمبر 1829 في متز في فرنسا، وتوفي في 12 فبراير 1889 في باريس في فرنسا.

## وصلات خارجية
- فريديريك باربييه على موقع ميوزك برينز (الإنجليزية)
- فريديريك باربييه على موقع ديسكوغز (الإنجليزية)